# 西園寺不二男
西園寺 不二男（さいおんじ ふじお、1910年11月26日 - 1986年5月31日）は、日本の銀行家。西園寺家第37代当主。

## 生涯
1910年11月26日、東京府にて宮内省の官僚・西園寺八郎の三男として誕生。1935年、東京帝国大学経済学部を卒業し日本銀行に入行。
兄の公一がゾルゲ事件に連座して廃嫡されたことによって新たに西園寺家の相続人となったが、1946年の父・八郎の死後、襲爵手続きは行わなかった。なお、華族制度は翌1947年に廃止された。
第二次世界大戦後は、日銀資金局復興金融課長等を務め、1952年に日銀を退職し、同年8月、義父・鮎川義介が経営権を持っていた中小企業助成銀行（現・三井住友銀行）の頭取に就任。中小企業助成銀行が東都銀行に改称した翌年の1959年に東都銀行頭取を辞任。その後は日産興業社長・会長を歴任した。

## 人物
終戦後、台湾の基隆港で中双糖を船積みする労務作業をやらされたことがあったが、他の学生あがりの兵隊は持ち上げられない中で、一人西園寺だけがラグビーや陸上競技で体を鍛えていたため担ぐことができたという。

## 家族・親族
元老・西園寺公望は先々代の西園寺当主で、母方の祖父である（父・八郎は婿養子で旧長州藩毛利家出身）。
妻は日産コンツェルン総帥・鮎川義介の長女・春子。春子との間に2男1女をもうけた。長男の西園寺公友（1943年6月22日生）は、早稲田大学理工学部を卒業後、三井造船に技術者として入社、退社後父・不二男の仕事を受け継ぎ、地球環境情報センター取締役に就任した、長女に彩子（1974年1月22日生）、長男に直之（1979年9月25日生）。長女の西園寺祥子は、上智大学外国語学部を卒業した翻訳家。祥子の夫は建築家の渡辺洋。次男の西園寺裕夫は、学習院大学経済学部を卒業後に渡米、ミシガン州立大学大学院に進学。大学院修了後は帰国し日本精工に入社。裕夫の妻は宗教団体白光真宏会の教祖五井昌久の養女で現二代目会長の西園寺昌美。裕夫は西園寺昌美が設立した五井平和財団の理事長に就任した。